# Jan de Prado
Jan de Prado, hiszp. Juan de Prado (ur. 1563 w Morgovejo w Kantabrii, zm. 24 maja 1631 w Marrakeszu w Maroku) – hiszpański duchowny i teolog, misjonarz, pierwszy męczennik chrześcijański franciszkanów reformatów, błogosławiony Kościoła rzymskokatolickiego.
16 listopada 1584 wstąpił do Zakonu Franciszkanów Reformatów w Rocamador, gdzie 18 listopada 1585 złożył śluby zakonne. Po przyjęciu święceń kapłańskich pracował jako kaznodzieja. W kilku klasztorach pełnił funkcję gwardiana oraz magistra nowicjuszy a dwukrotnie był doradcą prowincjała (tj. definitorem). Kierował również nową prowincją zakonną San Diego w Sewilli, założoną w 1620 roku.
27 listopada 1630 roku otrzymał pozwolenie marokańskiego sułtana (Abu Marwan Abd al-Malik II) na pracę w tym kraju. Trzy miesiące pracował w Mazahanie pełniąc posługę wśród chrześcijańskich niewolników.
Aresztowano go 2 kwietnia 1631 roku w Marrakeszu i przedstawiono nowemu sułtanowi Mulajowi al Walid.
W dniu 24 maja 1631 roku, za niewyrzeczenie się wiary katolickiej, poniósł śmierć męczeńską przez spalenie na stosie.
Papież Benedykt XIII beatyfikował go 24 maja 1728 roku.